# Élection présidentielle nigérienne de 2004
L'élection présidentielle nigérienne de 2004 a lieu les 16 novembre et 4 décembre 2004 afin d'élire le président de la République du Niger.

## Candidats
Six candidats dont le président sortant, ont pris part à l'élection présidentielle. Mamadou Tandja est le premier chef d'État du Niger à achever un mandat depuis les premières élections démocratiques, en 1993. Son parti, le Mouvement national pour la société de développement (MNSD), est le seul parti en lice à avoir une assise nationale. Il peut également compter sur le soutien d'une dizaine de petites formations.
Mahamadou Issoufou est le candidat de la deuxième force politique, le Parti nigérien pour la démocratie et le socialisme (PNDS).
Mahamane Ousmane est le candidat de la Convention démocratique et sociale (CDS).
Le Rassemblement social démocrate (RSD) est issu du CDS et est représenté par Amadou Cheiffou.
Privé de son fondateur le président Ibrahim Baré Maïnassara, assassiné en 1999, le Rassemblement pour la démocratie et le progrès (RDP) est représenté par Hamid Algabid.
L'Alliance nigérienne pour la démocratie et le progrès (ANDP) est également en lice avec le colonel à la retraite Moumouni Djermakoye Adamou, ministre d'État démissionnaire.

## Résultats
Comme lors de l'élection présidentielle de 1999, le second tour oppose Mamadou Tandja à Mahamadou Issoufou. Durant l'entre-deux-tours, Mamadou Tandja reçoit le soutien des quatre candidats malheureux. Le président sortant est réélu avec plus de 65 % des suffrages.
| Candidats                | Candidats                  | Partis                   | Premier tour | Premier tour | Second tour | Second tour |
| Candidats                | Candidats                  | Partis                   | Voix         | %            | Voix        | %           |
| ------------------------ | -------------------------- | ------------------------ | ------------ | ------------ | ----------- | ----------- |
|                          | Mamadou Tandja             | MNSD-Nassara             | 991 764      | 40,67        | 1 509 905   | 65,53       |
|                          | Mahamadou Issoufou         | PNDS-Tarraya             | 599 792      | 24,60        | 794 397     | 34,47       |
|                          | Mahamane Ousmane           | CDS-Rahama               | 425 052      | 17,43        |             |             |
|                          | Amadou Cheiffou            | RSD-Gaskiya              | 154 732      | 6,35         |             |             |
|                          | Moumouni Adamou Djermakoye | ANDP-Zaman Lahiya        | 147 957      | 6,07         |             |             |
|                          | Hamid Algabid              | RDP-Jama'a               | 119 153      | 4,89         |             |             |
|                          |                            |                          |              |              |             |             |
| Votes valides            | Votes valides              | Votes valides            | 2 438 450    | 96,17        | 2 304 302   | 97,49       |
| Votes blancs et nuls     | Votes blancs et nuls       | Votes blancs et nuls     | 97 043       | 3,83         | 59 390      | 2,51        |
| Total                    | Total                      | Total                    | 2 535 493    | 100          | 2 363 692   | 100         |
| Abstention               | Abstention                 | Abstention               | 2 719 739    | 51,75        | 2 892 889   | 55,03       |
| Inscrits / participation | Inscrits / participation   | Inscrits / participation | 5 255 232    | 48,25        | 5 256 581   | 44,97       |

 Représentation des résultats du second tour :
| Mamadou Tandja (65,53 %) |  |  | Mahamadou Issoufou (34,47 %) |
| ▲                        |  |  |                              |
| Majorité absolue         |  |  |                              |